# Harkhebi (cràter)

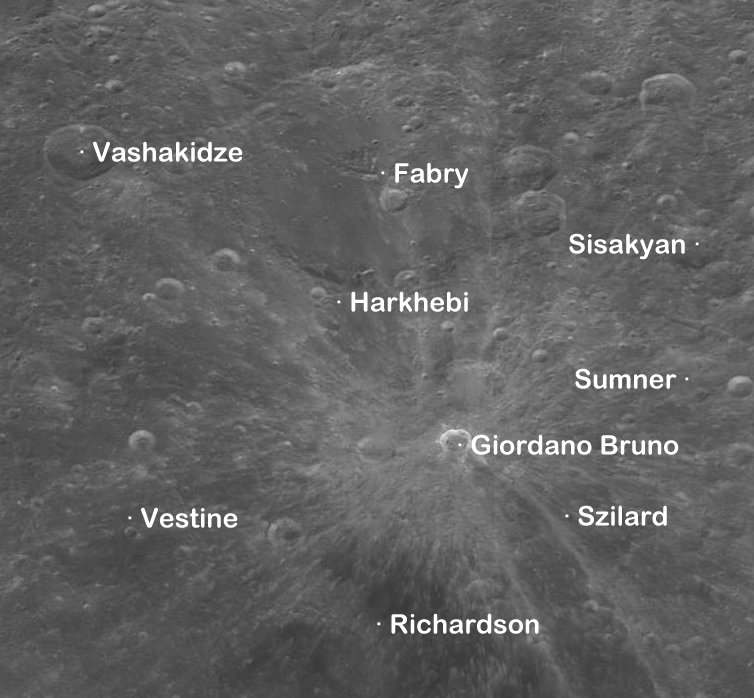
Sistema de marques radials de Giordano Bruno

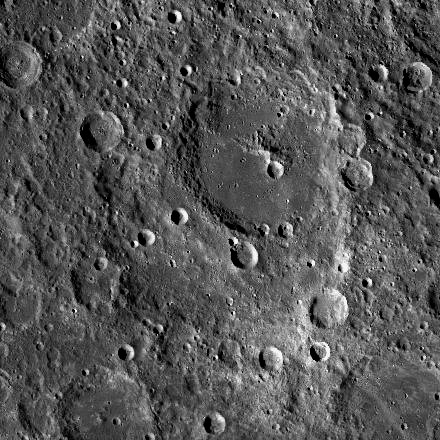
Fotografia de la missió Lunar Reconnaissance Orbiter

Harkhebi és un gran cràter d'impacte lunar, pertanyent a la categoria denominada com a plana emmurallada. La meitat del cràter en el seu costat nord-nord-est està recoberta per la plana emmurallada Fabry, una altra gran formació annexa. Unida al costat nord-oest s'hi troba el cràter molt més petit Vashakidze. Al sud-oest s'hi troba el cràter Vestine, i al sud apareix Richardson.
Les restes de la vora exterior de Harkhebi apareixen notablement desgastades i erosionades per impactes posteriors, quedant molt poc de la formació original intacte. Cap al sud-est, la vora està envaïda pels cràters satèl·lit Harkhebi J i Harkhebi K. La resta del costat és irregular, formant un arc de crestes escarpades, incisions i cràters petits. El sòl interior és també irregular i escarpat, encara que una mica menys que el terreny circumdant. Diversos cràters petits, en forma de bol s'allotgen al sòl interior, incloent a Harkhebi H al costat de la ribera meridional de Fabry.
Just al sud-est de Harkhebi s'hi situa el cràter més recent Giordano Bruno, una formació d'albedo relativament alta situat en el centre d'un sistema de marques radials. Vetes del material d'aquests raigs es troben en diverses parts de la planta interior de Harkhebi, i un dels raigs ho travessa de sud-est a nord-oest.
Abans de ser nomenat el 1979 per la UAI, aquest cràter era conegut com Basin I.

## Cràters satèl·lit
Per convenció, aquests elements s'identifiquen als mapes lunars col·locant la lletra al costat del punt central del cràter més pròxim a Harkhebi.
|          | \| Harkhebi \| Coordenades \| Diàmetre \| \| -------- \| -------------------------------------- \| -------- \| \| H \| 39° 18′ N, 99° 48′ E / 39.3°N,99.8°E \| 30 km \| \| J \| 37° 24′ N, 103° 24′ E / 37.4°N,103.4°E \| 40 km \| \| K \| 35° 42′ N, 100° 48′ E / 35.7°N,100.8°E \| 27 km \| \| T \| 40° 06′ N, 95° 42′ E / 40.1°N,95.7°E \| 16 km \| \| O \| 40° 48′ N, 97° 00′ E / 40.8°N,97.0°E \| 18 km \| \| W \| 43° 30′ N, 95° 42′ E / 43.5°N,95.7°E \| 17 km \| |          |
| Harkhebi | Coordenades | Diàmetre |
| H        | 39° 18′ N, 99° 48′ E / 39.3°N,99.8°E | 30 km    |
| J        | 37° 24′ N, 103° 24′ E / 37.4°N,103.4°E | 40 km    |
| K        | 35° 42′ N, 100° 48′ E / 35.7°N,100.8°E | 27 km    |
| T        | 40° 06′ N, 95° 42′ E / 40.1°N,95.7°E | 16 km    |
| O        | 40° 48′ N, 97° 00′ E / 40.8°N,97.0°E | 18 km    |
| W        | 43° 30′ N, 95° 42′ E / 43.5°N,95.7°E | 17 km    |